# قیصناب
قیسناب یکی از روستاهای استان آذربایجان شرقی است که در دهستان قوری‌گل بخش مرکزی شهرستان بستان‌آباد واقع شده‌است.این روستا ۳۱۵ نفر جمعیت دارد.